# Hampton (Minnesota)
Hampton é uma cidade localizada no estado americano de Minnesota, no Condado de Dakota.

## Demografia
Segundo o censo americano de 2000, a sua população era de 434 habitantes.
Em 2006, foi estimada uma população de 619, um aumento de 185 (42.6%).

## Geografia
De acordo com o United States Census Bureau tem uma área de
3,5 km², dos quais 3,5 km² cobertos por terra e 0,0 km² cobertos por água.

## Localidades na vizinhança
O diagrama seguinte representa as localidades num raio de 16 km ao redor de Hampton.